# Gib (videogiochi)

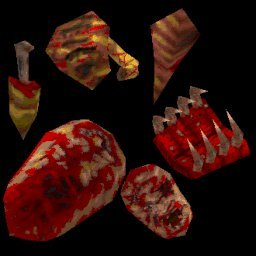
Gibs del videogioco Quake

Nel gergo dei videogiochi, i gib (abbreviazione di giblet) sono immagini di pezzi di carne, organi interni, sangue e ossa, che vengono sparsi quando una persona o una creatura viene uccisa in maniera particolarmente violenta (ad esempio schiacciata o fatta esplodere). I gib sono spesso presenti nei videogiochi di tipo sparatutto in prima persona che in genere si concentrano sull’uccisione di un numero consistente di nemici.
L'uso di questo neologismo viene spesso visto quando un nemico non solo è morto, ma è anche esploso lasciando resti di carne e organi interni. Il termine ha dato origine al verbo to gib, per indicare l'azione di un’uccisione violenta. Gibbare (traducibile in "sbrandellare") un nemico è in genere considerato più prestigioso rispetto al semplice atto di ucciderlo, anche se il punteggio guadagnato rimane uguale. I termini frag e gib sono spesso usati nel multigiocatore, in modalità di gioco come deathmatch e cattura la bandiera.
In certi giochi i gib scompaiono in breve tempo (spesso mentre il giocatore non li sta osservando) in quanto il carico di lavoro per il processore è elevato in presenza di molti nemici e oggetti distrutti in questa maniera.
In alcuni giochi esiste la modalità Instagib, che permette l'uso di armi a cadenza di fuoco limitata (come la railgun di Quake III Arena) per poter uccidere in un sol colpo a prescindere dal danno, effettuando così un gibbing.

## Critiche
Il gibbing nei videogiochi ha causato un innalzamento dell'età minima necessaria a comprare certi prodotti a causa di possibili problemi legali riguardo alla protezione dei bambini. In molti giochi che presentano gib il valore assegnato dall’ESRB all'uscita del prodotto è indicato come "M" ovvero "Mature" (il prodotto è adatto a persone di età uguale o superiore a 17 anni).
Ci sono casi in cui i gib vengono realizzati in modi alternativi: per esempio, in Blood e Fable il giocatore può comicamente calciare le teste staccate come fossero palloni da calcio; in Rune invece il giocatore può raccogliere le teste e gli arti dei nemici morti per usarle come armi.